# 戴汝为
戴汝为（1932年12月31日—），男，云南石屏人（另说昆明人），中国控制论与人工智能专家，中国科学院自动化研究所研究员，中国科学院院士。

## 生平
1955年毕业于北京大学数学力学系。1991当选为中国科学院院士（学部委员）。